# Rhexoza flixella
Rhexoza flixella är en tvåvingeart som beskrevs av Haenni 2001. Rhexoza flixella ingår i släktet Rhexoza och familjen dyngmyggor.
Artens utbredningsområde är Schweiz. Inga underarter finns listade i Catalogue of Life.